# Enzo Masetti
Pour les articles homonymes, voir Masetti.
Enzo Masetti est un compositeur italien né le 18 août 1893 à Bologne (Italie) et mort le 11 février 1961 à Rome (Italie).

## Filmographie
- 1936 : La Cavalerie héroïque (Cavalleria)
- 1937 : La fossa degli angeli de Carlo Ludovico Bragaglia
- 1938 : La Caccia alla volpe nella campagna Romana
- 1940 : Gli Uomini della pesca
- 1940 : Addio giovinezza!
- 1940 : Cento lettere d'amore
- 1941 : La Fontana di Trevi
- 1941 : Edizione straordinaria
- 1941 : Le Mariage de minuit (Piccolo mondo antico)
- 1941 : Nozze di sangue
- 1942 : Fari nella nebbia
- 1942 : Giungla
- 1942 : Le Vie del cuore
- 1942 : La Gorgona
- 1942 : Gelosia
- 1943 : Gente dell'aria
- 1943 : La Primadonna
- 1943 : Enrico IV
- 1943 : Dernier Amour (Addio, amore!)
- 1944 : Il Cappello da prete
- 1944 : L'Homme à femmes (Le Sorelle Materassi)
- 1945 : La Porte du ciel (La porta del cielo)
- 1946 : Teheran
- 1946 : Fatalità
- 1946 : Le Témoin (Il Testimone)
- 1946 : L'adultera de Duilio Coletti
- 1946 : Malia
- 1946 : Un jour dans la vie (Un giorno nella vita)
- 1947 : Il Passatore
- 1947 : Il Duomo di Milano
- 1947 : Attentat à Téhéran (Teheran)
- 1947 : L'Honorable Angelina (L'Onorevole Angelina)
- 1947 : La Gemma orientale dei papi
- 1948 : Le Juif errant (L'Ebreo errante)
- 1948 : Les Belles Années (Cuore)
- 1948 : Guerra alla guerra
- 1949 : Le Chevalier de la révolte (Vespro siciliano)
- 1949 : Le Loup de la Sila (Il Lupo della Sila)
- 1949 : Il Bacio di una morta
- 1949 : Fabiola
- 1949 : Romanticismo de Clemente Fracassi
- 1950 : Mara fille sauvage (Il Brigante Musolino)
- 1950 : Vulcano
- 1950 : Plus fort que la haine (Gli inesorabili)
- 1950 : Les Mousquetaires de la mer (Cuori sul mare)
- 1951 : L'ultimo incontro
- 1951 : Il caimano del Piave de Giorgio Bianchi
- 1952 : Sensualità
- 1952 : Les Coupables (Processo alla città)
- 1952 : Carica eroica
- 1952 : Les Chemises rouges (Camicie rosse)
- 1953 : La Maison du silence (La Conciencia acusa)
- 1954 : La Belle Romaine (La Romana), de Luigi Zampa
- 1954 : Guida per camminare all'ombra
- 1954 : Sette metri d'asfalto
- 1954 : Attila, fléau de Dieu (Attila)
- 1955 : Quando il Po è dolce
- 1955 : Dove Dio cerca casa
- 1957 : Les Esclaves de Carthage (Le Schiave di Cartagine)
- 1958 : Sorella acqua
- 1958 : Il Pittore del sogno
- 1958 : Les Travaux d'Hercule (Le Fatiche di Ercole)
- 1959 : Hercule et la Reine de Lydie (Ercole e la regina di Lidia)